# Parque Nacional da Serra do Teixeira
O Parque Nacional da Serra do Teixeira é uma unidade de conservação brasileira de proteção integral à natureza localizada no estado da Paraíba, abrangendo áreas de municípios de Água Branca, Cacimba de Areia, Catingueira, Imaculada, Juru, Mãe d’Água, Matureia, Olho d’Água, Santa Terezinha, Santana dos Garrotes, São José do Bonfim e Teixeira. Criada em 5 de junho de 2023, por meio do decreto federal n° 11.552 assinado pelo presidente Luiz Inácio Lula da Silva, a unidade de conservação abrange uma área total de 61.095 hectares.
É o primeiro parque nacional da Paraíba e fica localizado no bioma da caatinga. A administração do parque fica por conta do ICMBio, o Instituto Chico Mendes de Conservação da Biodiversidade, órgão ligado ao Ministério do Meio Ambiente e Mudança do Clima (MMA) e que é o responsável por administrar os parques nacionais do Brasil.

## História
O parque foi criado com o objetivo de proteger importante área representativa, bem como diversas espécies endêmicas do bioma da caatinga; proteger importantes sítios geográficos de grande beleza cênica, como o Pico do Jabre, o ponto mais alto da Paraíba; e garantir a manutenção dos serviços ecossistêmicos na região. Também busca incentivar a economia da região, com o turismo ecológico e atividades de recreação em contato com a natureza.

## Caracterização da área
O Parque Nacional Serra do Teixeira tem área aproximada de 61.095 ha, abrangendo 12 municípios da Paraíba.

### Relevo
A serra apresenta no seu relevo altitudes médias de 700 metros, culminando com o pico do Jabre, o ponto mais elevado da Paraíba, com 1.208 metros. Essa região serrana, que se situa nos limites com o estado de Pernambuco, serve de divisor natural dos rios que correm em direção às bacias do norte, sul e leste — bacias do Piranhas-Açu, do São Francisco e do Paraíba, respectivamente.
No parque, estão 70 nascentes de água, sendo 70% das nascentes da bacia do Rio Piranhas/Açu.

### Flora

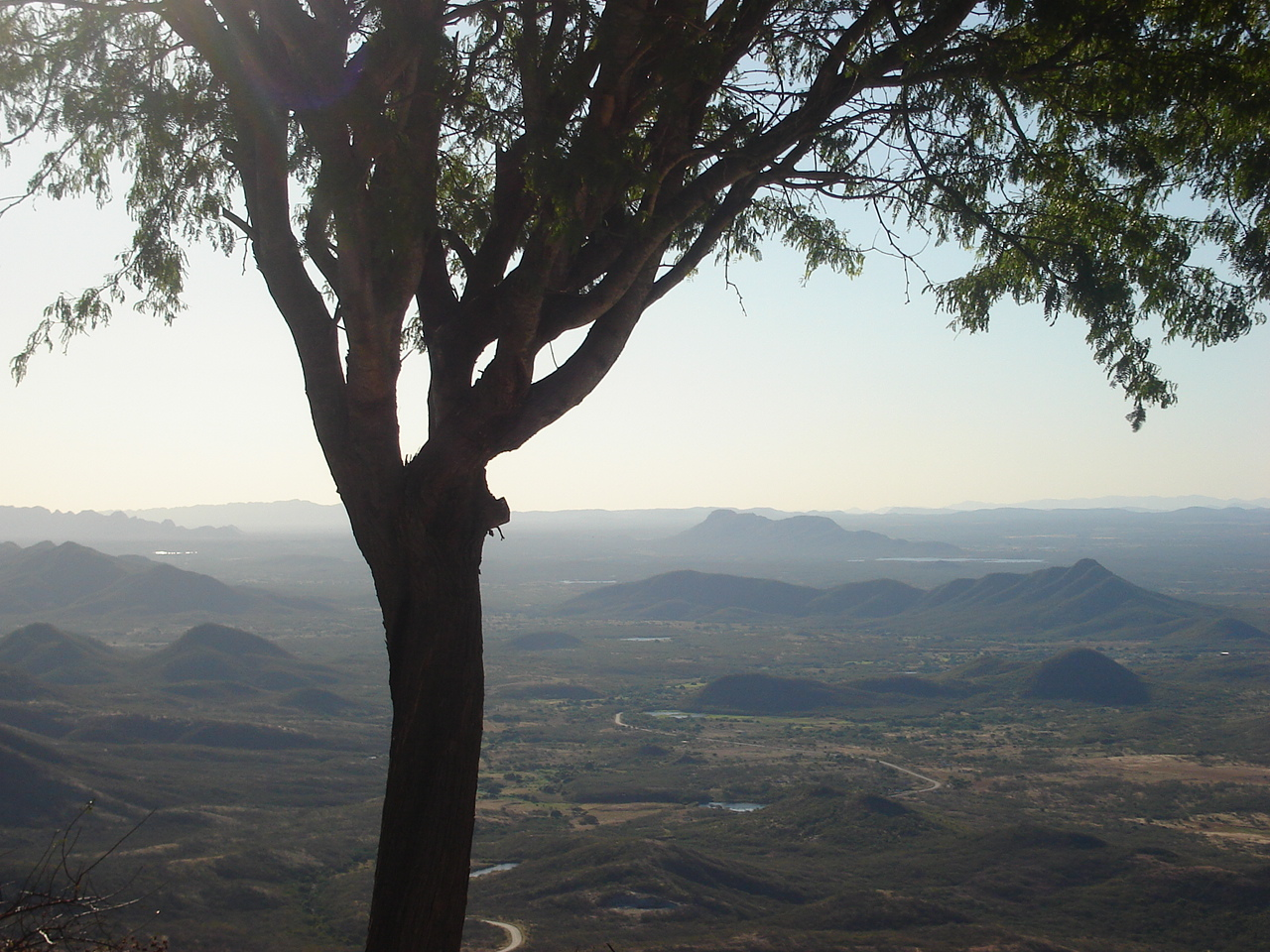
Serra do Teixeira.

A vegetação predominante é mata serrana, com elementos florísticos característicos da mata úmida e da caatinga.
Conforme estudo apresentado em 2009, o a unidade de conservação apresenta pelo menos 265 espécies, das quais 24 são endêmicas à caatinga, com ao menos seis espécies encontram-se ameaçadas de extinção.

### Fauna
Foram registradas 237 espécies registradas de vertebrados terrestres (anfíbios, répteis, aves e mamíferos), das quais pelo menos 19 espécies estão entre as listas vermelhas de fauna ameaçada de extinção. Entre as espécies de répteis está o do jacaré-do-papo-amarelo, podendo ser a única população natural deste réptil no semiárido paraibano.